# Salvador Ragusa
Salvador Armando Ragusa (ur. 11 lipca 1954 w Rosario) – argentyński trener piłkarski pochodzenia włoskiego.